# Isola di Levanzo
Isola di Levanzo este o arie protejată (arie specială de conservare — SAC, sit de importanță comunitară — SCI) din Italia întinsă pe o suprafață de 552 ha, din care 2 % marine.

## Localizare
Centrul sitului Isola di Levanzo este situat la coordonatele 38°00′06″N 12°19′34″E / 38.001667°N 12.326111°E.

## Înființare
Situl Isola di Levanzo a fost declarat sit de importanță comunitară în septembrie 1995 pentru a proteja 3 specii de plante și 38 de specii de animale. Situl a fost protejat și ca arie specială de conservare în decembrie 2015.

## Biodiversitate
Situată în ecoregiunea mediteraneană, aria protejată conține 10 habitate naturale: Recifuri, Formațiuni scunde de Euphorbia în apropierea falezelor, Iazuri temporare mediteraneene, Salicornia și alte specii anuale care populează regiunile mlăștinoase și nisipoase, Pante stâncoase calcaroase cu vegetație casmofită, Peșteri marine scufundate complet sau parțial, Faleze cu vegetație de Limonium spp. endemic de pe coastele mediteraneene, Peșteri inaccesibile publicului, Tufărișuri termo-mediteraneene și de pre-deșert, Pseudostepă cu ierburi și specii anuale de Thero-Brachypodietea.
La baza desemnării sitului se află mai multe specii protejate:
- plante (3): Brassica macrocarpa, Dianthus rupicola, Petalophyllum ralfsii
- păsări (38): ciocârlie-de-câmp (Alauda arvensis), pescăruș albastru (Alcedo atthis), Aquila fasciata, ciocârlie-cu-degete-scurte (Calandrella brachydactyla), Calonectris diomedea, caprimulg (Caprimulgus europaeus), barză albă (Ciconia ciconia), barză neagră (Ciconia nigra), șerpar (Circaetus gallicus), erete de stuf (Circus aeruginosus), erete vânăt (Circus cyaneus), erete alb (Circus macrourus), erete cenușiu (Circus pygargus), acvilă-țipătoare-mică (Clanga pomarina), prepeliță (Coturnix coturnix), șoim călător (Falco peregrinus), vânturel roșu (Falco tinnunculus), vânturel de seară (Falco vespertinus), muscar (Ficedula parva), cocor (Grus grus), acvilă pitică (Hieraaetus pennatus), rândunică (Hirundo rustica), sfrâncioc roșiatic (Lanius collurio), sfrâncioc cu cap roșu (Lanius senator), prigoare (Merops apiaster), gaia neagră (Milvus migrans), sula bassana (Morus bassanus), muscar sur (Muscicapa striata), vultur egiptean (Neophron percnopterus), stârc de noapte (Nycticorax nycticorax), pietrar mediteranean (Oenanthe hispanica), ciuf-pitic (Otus scops), vultur pescar (Pandion haliaetus), viespar (Pernis apivorus), Puffinus puffinus, Puffinus yelkouan, lăstun de mal (Riparia riparia), turturică (Streptopelia turtur)

Pe lângă speciile protejate, pe teritoriul sitului au mai fost identificate 31 de specii de plante, 14 specii de nevertebrate, 2 specii de reptile.